# FA Women's Super League
De FA Women's Super League is de hoogste Engelse vrouwenvoetbalcompetitie, die sinds het seizoen 2011 de Premier League vervangt. De competitie staat onder leiding van de Engelse voetbalbond, de FA, en bestaat uit twee reeksen: WSL 1 en WSL 2.

## Competitie
De eerste zes jaargangen van de competitie speelden zich af tijdens de zomermaanden, maar in 2017 werd de omslag gemaakt naar een wintercompetitie met een halve competitie ter overbrugging. In september 2017 startte de eerste jaargang die - net als bij de mannen - van herfst tot lente wordt gespeeld.

## Geschiedenis

### Oprichting
De bedoeling was om in 2010 al te starten met de competitie, maar vanwege de kredietcrisis werd de start met één jaar uitgesteld. Clubs konden zich aanmelden bij de FA, die uiteindelijk acht teams koos. Van de twaalf clubs in de toenmalige Women's Premier League stelden tien clubs zich kandidaat: Arsenal, Birmingham City, Bristol Academy WFC, Chelsea, Doncaster Belles, Everton, Leeds Carnegie, Millwall, Nottingham Forest en Sunderland. Premier League clubs Blackburn Rovers en Watford meldden zich niet aan voor de competitie.
Leeds Carnegie trok zich echter al snel terug, van de overgebleven negen clubs kregen er zes een licentie voor de nieuwe Super League: Arsenal, Birmingham, Bristol, Chelsea, Doncaster en Everton. Millwall, Nottingham Forest en Sunderland (nochtans vijfde in het seizoen voordien) werden niet weerhouden.
Naast de topklassers stelden ook Barnet, Colchester United, Leicester City, Lincoln, Liverpool en Newcastle United zich kandidaat voor de WSL. Lincoln en Liverpool hadden meteen beet, van de anderen zou tot nader order (2016) enkel Barnet zich ook bij de elite scharen.

### Structuur van de competitie
De structuur van de WSL werd al meermaals aangepast aan het groeiende aantal ploegen. Was er in het begin maar één afdeling met acht ploegen, dan zorgde de creatie van een tweede afdeling al voor een instroom van tien extra teams. Mondjesmaat worden nog teams toegevoegd: in 2014 en 2015 namen 18 teams deel (8+10), in 2016 19 (9+10) en de halve competitie van 2017 wordt al met 20 teams afgewerkt (10+10). De WSL verwacht de eerste winterjaargang met 21 teams aan te vatten (10+11).
Het systeem was enigszins afgekeken van het Amerikaanse Women's Professional Soccer. In eerste instantie zouden de beste vier spelers van elk team 20.000 pond per seizoen gaan verdienen, maar later werd dat teruggebracht tot een aantal topspelers die een contract zouden krijgen met een bedrag dat tien keer zo laag wordt als dat in de VS.

## Seizoen 2022/23

### Clubs seizoen 2022/23
| Team                   | Locatie              | Stadion              | Capaciteit | Resultaat 2021/22 |
| ---------------------- | -------------------- | -------------------- | ---------- | ----------------- |
| Arsenal                | Borehamwood          | Meadow Park          | 4.502      | 2e                |
| Aston Villa            | Walsall              | Bescot Stadium       | 11.000     | 9e                |
| Brighton & Hove Albion | Crawley              | Broadfield Stadium   | 6.134      | 7e                |
| Chelsea                | Kingston upon Thames | Kingsmeadow          | 4.850      | 1e                |
| Everton                | Liverpool            | Walton Hall Park     | 2.200      | 10e               |
| Leicester City         | Leicester            | King Power Stadium   | 32.261     | 11e               |
| Liverpool              | Birkenhead           | Prenton Park         | 16.587     | WC, 1e            |
| Manchester City        | Manchester           | Academy Stadium      | 7.000      | 3e                |
| Manchester United      | Manchester           | Leigh Sports Village | 12.000     | 4e                |
| Reading                | Reading              | Madejski Stadium     | 24.161     | 8e                |
| Tottenham Hotspur      | Leyton               | Brisbane Road        | 9.271      | 5e                |
| West Ham United        | Dagenham             | Victoria Road        | 6.078      | 6e                |

## Landskampioenen
| Seizoen | Kampioen        | Tweede            | Derde           | Topscorer                        | Goals |
| ------- | --------------- | ----------------- | --------------- | -------------------------------- | ----- |
| 2011    | Arsenal         | Birmingham City   | Everton         | Rachel Williams, Birmingham City | 14    |
| 2012    | Arsenal         | Birmingham City   | Everton         | Kim Little, Arsenal              | 11    |
| 2013    | Liverpool       | Bristol City      | Arsenal         | Natasha Dowie, Liverpool         | 13    |
| 2014    | Liverpool       | Chelsea           | Birmingham City | Karen Carney, Birmingham City    | 8     |
| 2015    | Chelsea         | Manchester City   | Arsenal         | Beth Mead, Sunderland            | 12    |
| 2016    | Manchester City | Chelsea           | Arsenal         | Eniola Aluko, Chelsea            | 9     |
| 2017¹   | Chelsea         | Manchester City   | Arsenal         | Fran Kirby, Chelsea              | 6     |
| 2017/18 | Manchester City | Chelsea           | Arsenal         | Ellen White, Birmingham City     | 15    |
| 2018/19 | Arsenal         | Manchester City   | Chelsea         | Vivianne Miedema, Arsenal        | 22    |
| 2019/20 | Chelsea         | Manchester City   | Arsenal         | Vivianne Miedema, Arsenal        | 16    |
| 2020/21 | Chelsea         | Manchester City   | Arsenal         | Sam Kerr, Chelsea                | 21    |
| 2021/22 | Chelsea         | Arsenal           | Manchester City | Sam Kerr, Chelsea                | 20    |
| 2022/23 | Chelsea         | Manchester United | Arsenal         | Rachel Daly, Aston Villa         | 22    |
| 2023/24 | Chelsea         | Manchester City   | Arsenal         | Khadija Shaw, Manchester City    | 21    |

¹ Geen volledige competitie vanwege omschakeling naar najaar-voorjaar cyclus

## Nederlanders in het Engelse vrouwenvoetbal
Spelers/trainers, waarvan de naam vetgedrukt staat, zijn op dit moment actief in de Women's Super League.

### Speelsters
- Marit Auée: Brighton & Hove Albion
- Jill Baijings: Aston Villa
- Mandy van den Berg: Liverpool, Reading
- Dominique Bruinenberg: Sunderland, Everton
- Kerstin Casparij: Manchester City
- Daphne van Domselaar: Aston Villa, Arsenal
- Daniëlle van de Donk: Arsenal
- Kika van Es: Everton
- Esmee de Graaf: West Ham United, Leicester City
- Chasity Grant: Crystal Palace
- Jackie Groenen: Chelsea, Manchester United
- Anouk Hoogendijk: Arsenal
- Dominique Janssen: Arsenal, Manchester United
- Inessa Kaagman: Everton, Brighton & Hove Albion
- Wieke Kaptein: Chelsea
- Danique Kerkdijk: Brighton & Hove Albion
- Lize Kop: Leicester City, Tottenham Hotspur
- Tessel Middag: Manchester City, West Ham United
- Vivianne Miedema: Arsenal, Manchester City
- Marthe Munsterman: Everton
- Nadine Noordam: Brighton and Hove Albion
- Aniek Nouwen: Chelsea
- Marisa Olislagers: Brighton and Hove Albion
- Victoria Pelova: Arsenal
- Jill Roord: Arsenal, Manchester City
- Shanice van de Sanden: Liverpool
- Renée Slegers: Arsenal
- Katja Snoeijs: Everton
- Sari van Veenendaal: Arsenal
- Ashleigh Weerden: Crystal Palace
- Siri Worm: Everton, Tottenham Hotspur